# العمارة في ماليزيا
العمارة في ماليزيا تتشكل العمارة في ماليزيا تقليدياً من العمارة الملايوية المحلية. ومع ذلك، تسود العمارة الحديثة المعاصرة في المناطق الحضرية فهناك تأثراً من طُرُز العمارة الإسلامية والاستعمارية والصينية، وغيرها من الحضارات السائدة. فالمواد الجديدة التي أحضرها الأوروبيون معهم كالزجاج والمسامير عملت على تغييرشكل العمارة. تُبنى البيوت في المنطقة لتكون ملائمة للظروف المناخية الاستوائية، حيث تكون مرفوعة على أعمدة خشبية وأسقف مرتفعة، ونوافذ كبيرة لتسمح للهواء بالانسياب داخل البيت لتبريده. ويعد الخشب المادة الأساسية في البناء لمعظم العمران في تاريخ ماليزيا, حيث استُخدم لكل البنيان من البيوت البسيطة في القرى الفقيرة حتى القصور الملكية.
وعلى سبيل المثال، تخلو البيوت التقليدية في في نكري سمبيلن من المسامير تماماً. واستخدم كلاً من الخيزران والأوراق إلى جانب الخشب في البناء أيضاً. ويعد قصر الذكرى المبني عام 1926 في كوالا كنغسار، القصر الملايوي الوحيد الذي يحتوي على جدران مصنوعة من الخيزران. ويعيش سكان شرق ماليزيا في بيوت طويلة وقرى مائية، وتكون البيوت الطويلة مرفوعة على أعمدة خشبية طويلة، ويمكن أن يضم البيت ما بين 20-100 عائلة. وتبنى القرى المائية أيضاً على أعمدة خشبية مع بيوتاً متصلة بألواح وتكون معظم مواصلاتها من خلال القوارب.

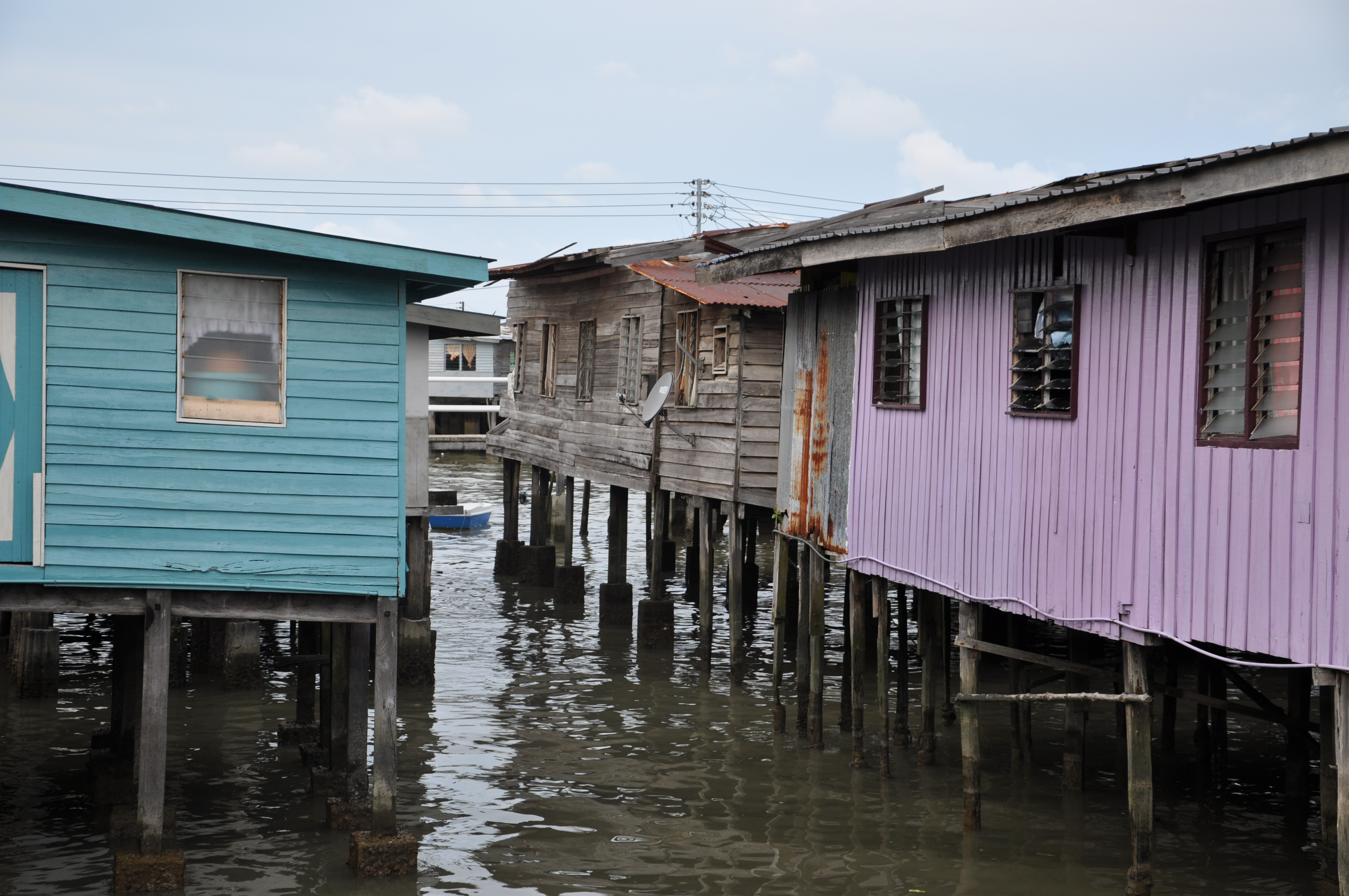
القرى المائية في ماليزيا

## التأثر المعماري

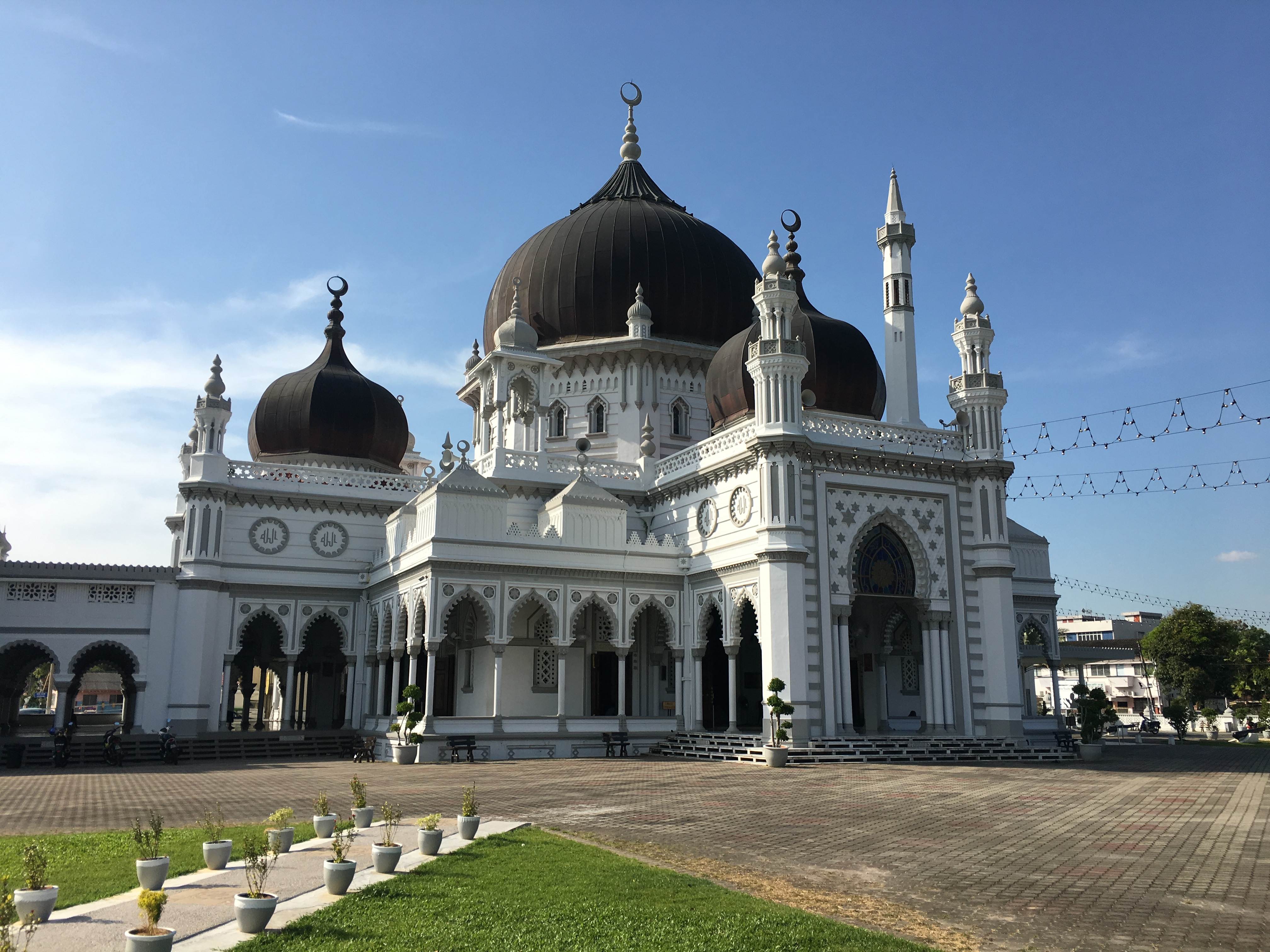
مسجد في ماليزيا

لعبت تأثيرات ثقافية عديدة دوراً أساسياً في تشكيل العمارة الماليزية أبرزها الصينية، الهندية، والأوروبية. وحتى وقت قريب استُخدم الخشب كمادة رئيسية في جميع المباني الماليزية التقليدية. على الرغم من ذلك، اكتُشف عدد ضخم من المباني الحجرية، خاصةً في المجمعات الدينية من الممالك الملايوية القديمة. وعلى مر عقود كثيرة، تأثرت العمارة الماليزية التقليدية من الجاويين والبوقسيين في الجنوب، ومن الإسلامية، والسياميين، والهنود في الشمال والبرتغاليين، والدنماركيين، والبريطانيين، والأتشيهيون، والمينانغكابويين من الغرب، والصين الجنوبية في الشرق.

### قديماً
إن آثار تشاندي "صنم للآلهة الوثنية في ذلك الوقت"، والتي تقع في جنوب قدح بين جبل جيراي ووادي مودا في أطراف مترامية لمجمع بوجناق التاريخي والذي يعد ذكرى من الفن الماليزي ما قبل الإسلامي. وتمتد المنطقة على حوالي 350 كيلو متر مربع، حيث سُجِّلَ 87 موقعاً دينياً تاريخياً، كما وجد 12 صنماً على قمم الجبل، وهي خاصية تنحدر من المعتقدات الملايوية ما قبل الإسلامية حول قداسة الأماكن المرتفعة.
ويمكن إيجاد مرجعاً قديماً للعمارة الماليزية في العديد من السجلات الصينية. حيث سَجلَ مرجع صيني من القرن السابع عشر أن الحجاج البوذيين القادمين إلى لانغكاسوكا ذكروا أن المدينة كانت محاطة بجدار متصل ببوابتين وبني عليه أبراج. وسَجلَ مرجع آخر من القرن السابع عشر عن مبعوث صيني مميز لمملكة الأرض الحمراء في غرب ماليزيا أن العاصمة لديها ثلاث بوابات تبعد بينهم أكثر من مئة خطوة صمموا برسوم تحمل أفكاراً بوذية وآلهة آنثوية.

### الكلاسيكي
وُجِدَ أول وصف مفصّل عن العمارة الملايوية في القصر الخشبي الكبير لمنصور شاه سلطان ملقا (حكم في الفترة الممتدة بين (1458-1977). حيث احتوى كتاب السجلات التاريخية لملايو على مراجع حول عمران وبنيان قصور ملقا. ووفقاً لهذا العمل التاريخي، كان المبنى مرفوعاً على سبع قباب مثبتة على دعامات خشبية مع سبع أسطح مسقوفة بالنحاس مع أبراج مذهبة ومرايا بزجاج صيني.
وبنيت البيوت الملايوية التقليدية بهيكل مثبت بأطر خشبية، وكان لديهم أسطح مائلة، مع مداخل مسقوفة، وأسقف عالية تحتوي على العديد من الفتحات للتهوية، وتكون أحياناً مزخرفة بنُحُت خشبية مزينة. وكان جمال وجودة النُحُت الخشبية عادة يستخدم كمدلول بصري حول المكانة والحالة الاجتماعية لأصحاب البيوت. كما وساهمت هجرة كل من الأتشيهيين، والمينانكاباويين، والجاويين، والبنجر، والبوقس إلى العديد من التأثيرات العمرانية في الطراز الملايوي الإقليمي مع وجود تأثير من أطراف أخرى في الأرخبيل أيضاً خاصة في الأماكن التي شكلوا فيها الغالبية السكانية. واختلفت أشكال البيوت وأحجامها من مكان للآخر. فبنيت البيوت في شبه الجزيرة الماليزية على أسطح مائلة، واحتوت على شرفات، وأسقف عالية مرفوعة على أعمدة خشبية للتهوية. وتكون الأعمال الخشبية في البيت منحوتة بطريقة معقدة أحياناً، وتكون الأرضيات على مستويات مختلفة حسب استعمالات الغرفة. وأسست المساجد تقليدياً على أسس العمارة الجاوية.

### الصيني
يمكن قسم العمارة الصينية إلى نوعين، التقليدي والبيراناكاني. إن البيوت البيراناكانية تحتوي على بلاط ملون وساحات داخلة ضخمة. كما وجلب المالييزيون الهنود العمارة الهندية معهم عاكسين عمارة الهند الجنوبية المكان الذي يعود إليه معظمهم.

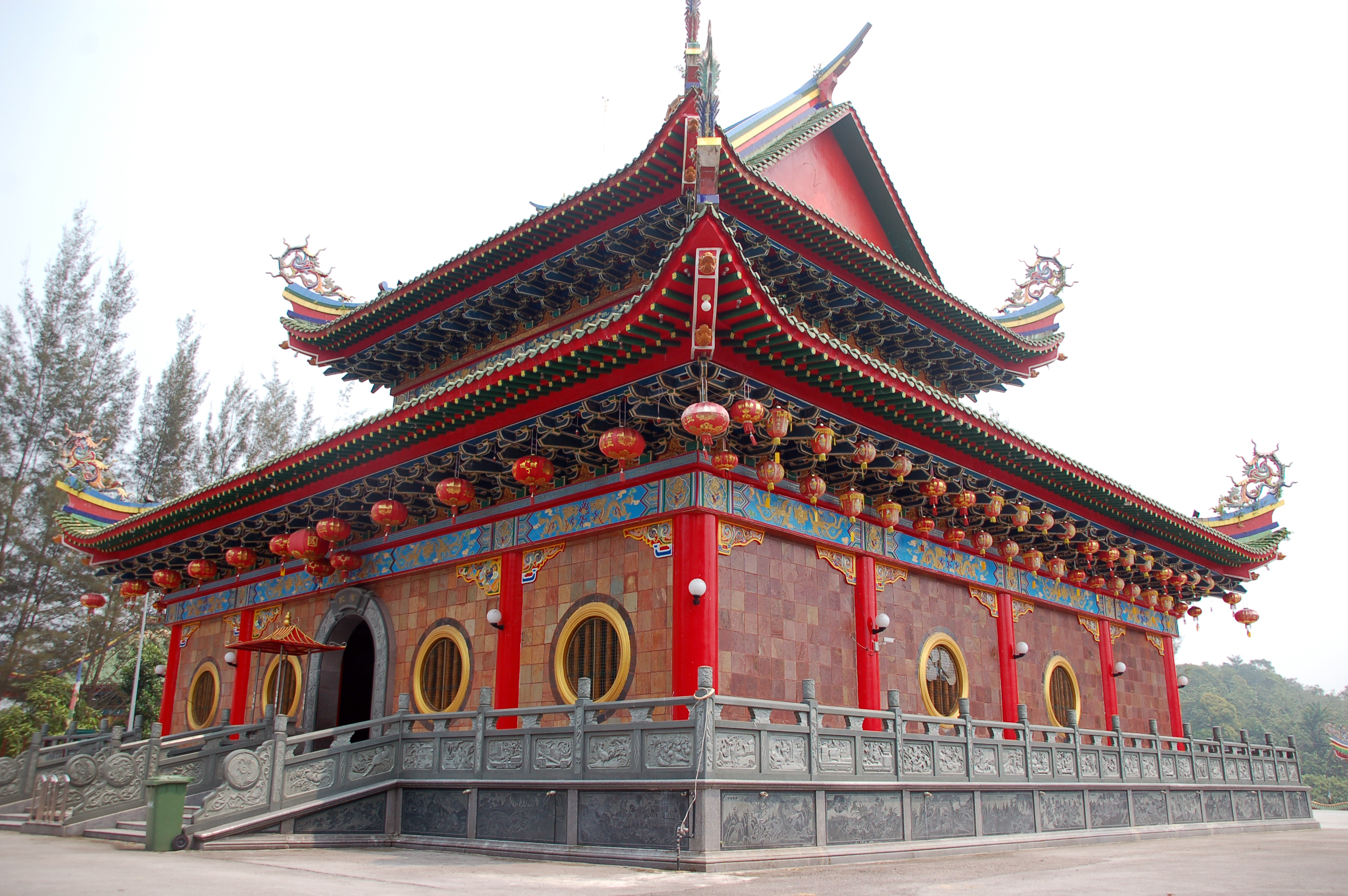
عمارة صينية في ماليزيا

وأيضاً استورِدَت بعض أشكال العمارة من السيخ. تحتوي ملقا بصفتها مركزاً تجارياً تقليدياً على عدد متنوع من الطُرز المعمارية في مبانيها. حيث يقع قصر السلطان منصور شاه من الفترات التاريخية القديمة. ويمكن رؤية التأثير العمراني الصيني بوضوح في المعابد المزينة والأسواق المتراصة. ويعتبر "فاموسا فورت" واحداً من أكبر المباني البرتغالية الباقية في ملقا.

### البورنيوي
يعيش العديد من سكان بورنيو وهم شعب الداياك و ال (Kadazan-Dusun)، في بنايات تعرف بالإسكانات الطويلة. ومن المتعارف عليه أن هذه الإسكانات تكون مبنية مع رفعها بعيداً عن الأرض على أعمدة مثل البيوت الملايوية ولكنها تكون مقسمة إلى مناطق عامة في جهة ومن الجهات الأخرى تكون الحجرات الأكثر خصوصية. وتكون الإسكانات بأكملها مصممة كالشجرة الواقفة مع أفرعها التي تواجه شروق الشمس من الأمام وغروبها من الخلف. وتستخدم مباني الإسكانات الطويلة للسكن العادي ولدور العبادة للأنشطة الدينية.
وعدد كبير من سكان بعض الأطراف من صباح ولابوان مثل شعبين الباجاو والبورنيويين ما يزالون يعيشون في القرى المائية. وتبنى هذه القرى على أعمدة، وتتصل بيوتها ببعضها البعض عن طريق ألواح ويستخدم سكانها القوارب التقليدية للتنقل. ولا تزال مشاكل مياه الصرف الصحي والقمامة العائمة قائمة في هذه القرى على الرغم من الإجراءات والمبادرات العديدة التي اتخذتها وكالات حكومية وغير حكومية لحلها.

### الاستعماري
بنيت معظم مباني الاستعمارية لماليزيا في نهايات القرن التاسع عشر وبدايات القرن العشرين. تحمل هذه المباني بقايا من الاستعمار المغولي، والتيودري، وبقايا من الطرز المعمارية القوطية والصينية.
وعُدلت معظم هذه الطرز المعمارية لتناسب الموارد المحلية ولتتكيف مع المناخ المحلي لماليزيا والذي يعتبر حار رطب طوال العام. حيث بنت القوات الاستعمارية البريطانية المباني التي تحمل الطُرُز القوطية والمغولية والتيودرية بينما احتلت الطُرُز الصينية العديد من المراكز الحضرية في ماليزيا التي سكنها المستوطنون الصينيون.
وتضمنت مدينة ملقا المحور التجاري التقليدي للمنطقة العديد من الطُرُز المعمارية، تنوعت من الإسلامية والصينية إلى التي احضرها  المستعمرون الأوروبيون معهم(البرتغاليون، الدنماركيون، الإنجليز). وتعتبر بينانق واحدة من الجواهر المعمارية لماليزيا إلى جانب ملقا. إذ تضم مبانٍ حكومية بطُرُز استعمارية، وكنائس، وميادين، وحصون، وموروثات ثقافية متعددة، وتظهر المدينتان مساحات معمارية وثقافية فريدة ليس لها مثيل في أي مكان آخر في شرق وجنوب آسيا.

### حديثاً

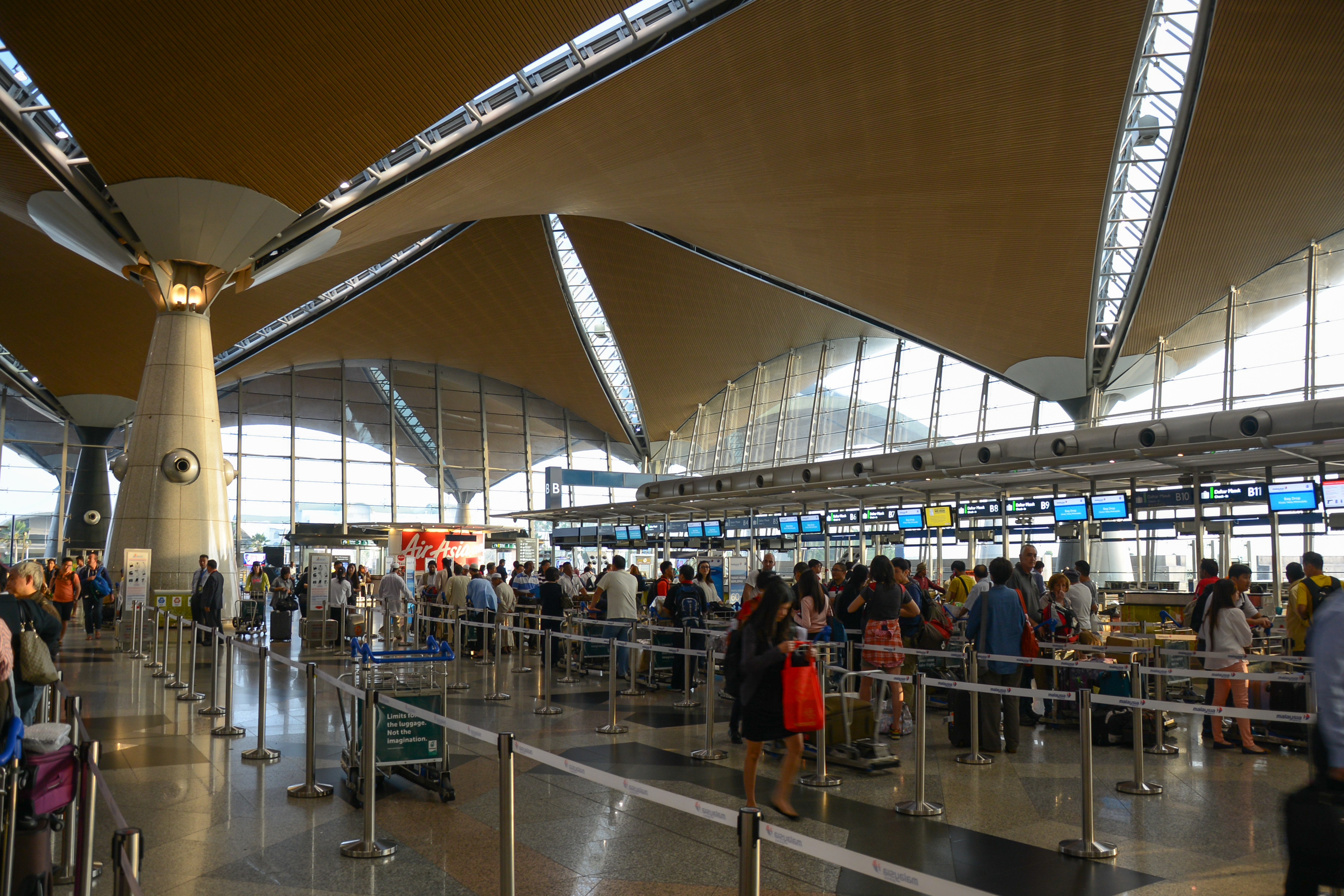
السقف في مطار كوالامبور الدولي.

تكيفت العديد من عناصر التصميم المعماري الماليزي التقليدي مع المباني الحديثة لتعكس الهوية الماليزية. فالخشب أحد العناصر المهمة في المباني الملايوية التقليدية أعيد استخدامه وتكييفه في المساحات الحديثة في كل من مطار كوالالمبور الدولي وبوتراجاي. كما تضمنت مبانيها أشكالاً وتصاميم هندسية إسلامية مثل الأنماط المربعة والقباب. وتقوم المؤسسات الماليزية بتطوير تصاميم خاصة لناطحات سحاب مناسبة لمناخ ماليزيا الاستوائي.
حيث يعبر بناء السطح المتموج والمرفوع لمطار كوالالمبور الدولي عن محاكاة للطراز الملايوي التقليدي للبيوت القروية العالية. ويقف مكتب وزير الوزراء في بوتراجاي على ألواح خشبية ليحقق هدف التصميم. والسطح الداخلي المقبب لمطار كوالالمبور الدولي تقريباً مغطى بشرائح خشبية ضيقة، حيث قال المعماري، "إنه يشير إلى التصاميم الخشبية الماليزية المحلية، معيداً تكييف الأساليب المعمارية التقليدية ويقوي الاحساس بالهوية المحلية. في أوقات حديثة، عززت الحكومة العديد من المشاريع كالمبنيين التوأمين الأطول في العالم، ومدينة الحديقة بوترجاي.